# José Arena
José Arena, cuyo nombre completo original era Giuseppe Giacomo Mariano Arena (21 de agosto de 1869, Palmi, Italia - 16 de noviembre de 1954, Buenos Aires, Argentina) fue un músico, docente, director de bandas militares y compositor de música militar del Ejército Argentino.

## Reseña biográfica
Nacido en la ciudad calabresa de Palmi, de padre sastre y madre hilandera, se formó musicalmente en el Conservatorio de San Pietro a Maiella, en Nápoles.
Fue director de las bandas municipales de Palmi y Taormina.
A poco de emigrar a Argentina ingresó al Ejército Argentino, donde se dedicó a la composición de marchas militares y a la organización y dirección de bandas militares.
Fue Director de Banda de los Regimientos N° 1 y N° 5 de Infantería del Ejército Argentino, del que también fue inspector de Bandas Militares entre 1923 y 1932. 
Durante muchos años ejerció la docencia, teniendo como alumno, entre otros, al destacado Maestro Domingo De Ruvo.
Solicitó su pase a retiro del Ejército Argentino en 1931, como Teniente Maestro de Banda.

## Composición
Se dedicó especialmente a componer música para Bandas Militares, entre las que se destacan:
- Suipacha[2]
- El Triunfo
- Curu-Malal
- General Belgrano
- Patricios
- Victorica
- Juramente
- 30 de Julio
- Mitre
- Patria y Honor

Desde el 21 de marzo de 2000, la Marcha Militar Suipacha, compuesta en 1910 en ocasión del centésimo aniversario de la batalla de Suipacha, fue designada para rendir honores al Vicepresidente de la Nación.